# UFC Fight Night: Rozenstruik vs. Sakai
UFC Fight Night: Rozenstruik vs. Sakai (conosciuto anche come UFC Fight Night 189, oppure UFC on ESPN+ 47, o anche UFC Vegas 28) è stato un evento di arti marziali miste tenuto dalla Ultimate Fighting Championship il 5 giugno 2021 all'UFC APEX di Las Vegas, negli Stati Uniti.

## Risultati
|                  | Divisione            |                       |                 |                    | Metodo                                      | Round           | Tempo           | Premio          |
| Card Principale  | Card Principale      | Card Principale       | Card Principale | Card Principale    | Card Principale                             | Card Principale | Card Principale | Card Principale |
| ---------------- | -------------------- | --------------------- | --------------- | ------------------ | ------------------------------------------- | --------------- | --------------- | --------------- |
|                  | Pesi massimi         | Jairzinho Rozenstruik | batte           | Augusto Sakai      | KO tecnico (pugni)                          | 1               | 4:59            | POTN            |
|                  | Pesi massimi         | Marcin Tybura         | batte           | Walt Harris        | KO tecnico (pugni)                          | 1               | 4:06            | POTN            |
|                  | Pesi medi            | Roman Dolidze         | batte           | Laureano Staropoli | Decisione unanime (30–27, 30–27, 30–27)     | 3               | 5:00            |                 |
|                  | Pesi welter          | Santiago Ponzinibbio  | batte           | Miguel Baeza       | Decisione unanime (29–28, 29–28, 29–28)     | 3               | 5:00            | FOTN            |
|                  | Pesi medi            | Gregory Rodrigues     | batte           | Duško Todorović    | Decisione unanime (30–27, 30–27, 29–28)     | 3               | 5:00            |                 |
|                  | Pesi mosca femminili | Montana De La Rosa    | batte           | Ariane Lipski      | KO tecnico (pugni)                          | 2               | 4:27            |                 |
| Card Preliminare |                      |                       |                 |                    |                                             |                 |                 |                 |
|                  | Pesi massimi         | Ilir Latifi           | batte           | Tanner Boser       | Decisione non unanime (29–28, 27–29, 29–28) | 3               | 5:00            |                 |
|                  | Pesi welter          | Muslim Salikhov       | batte           | Francisco Trinaldo | Decisione unanime (30–27, 30–27, 30–27)     | 3               | 5:00            |                 |
|                  | Pesi piuma           | Kamuela Kirk          | batte           | Makwan Amirkhani   | Decisione unanime (30–27, 29–28, 29–28)     | 3               | 5:00            |                 |
|                  | Pesi leggeri         | Alan Patrick          | vs.             | Mason Jones        | No Contest (ditata all'occhio accidentale)  | 2               | 2:14            |                 |
|                  | Pesi mosca femminili | Manon Fiorot          | batte           | Tabatha Ricci      | KO tecnico (pugni)                          | 2               | 3:00            |                 |
|                  | Pesi piuma           | Sean Woodson          | batte           | Youssef Zalal      | Decisione non unanime (28–29, 29–28, 29–28) | 3               | 5:00            |                 |
|                  | Pesi piuma           | Claudio Puelles       | batte           | Jordan Leavitt     | Decisione unanime (29–28, 29–28, 29–28)     | 3               | 5:00            |                 |

## Premi
I lottatori premiati ricevettero un bonus di 50.000 dollari.
Legenda:
- FOTN: Fight of the Night (vengono premiati entrambi gli atleti per il miglior incontro dell'evento)
- POTN: Performance of the Night (viene premiato il vincitore per la migliore performance dell'evento)